# Vitfotad aspsopp
Vitfotad aspsopp, Leccinum atrostipitatum, är en svampart som beskrevs av Alexander Hanchett Smith, Harry Delbert Thiers och Roy Watling 1966. Leccinum atrostipitatum ingår i släktet Leccinum och familjen Boletaceae.   Inga underarter finns listade i Catalogue of Life.
Vitfotad aspsopp betraktas i en revision (2005) av släktet Leccinum som ingående i tegelsopp L. versipelle.

## Källor

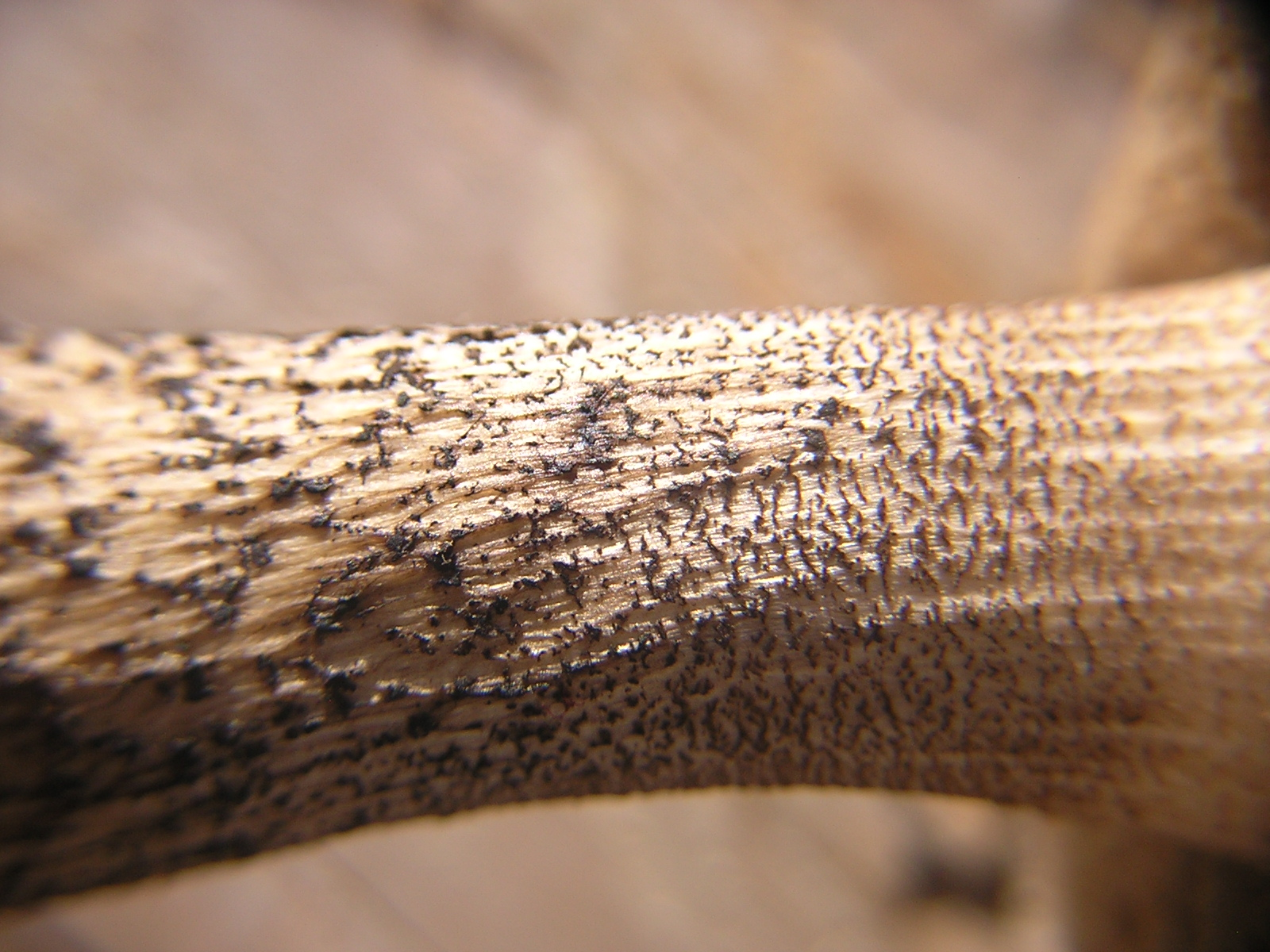
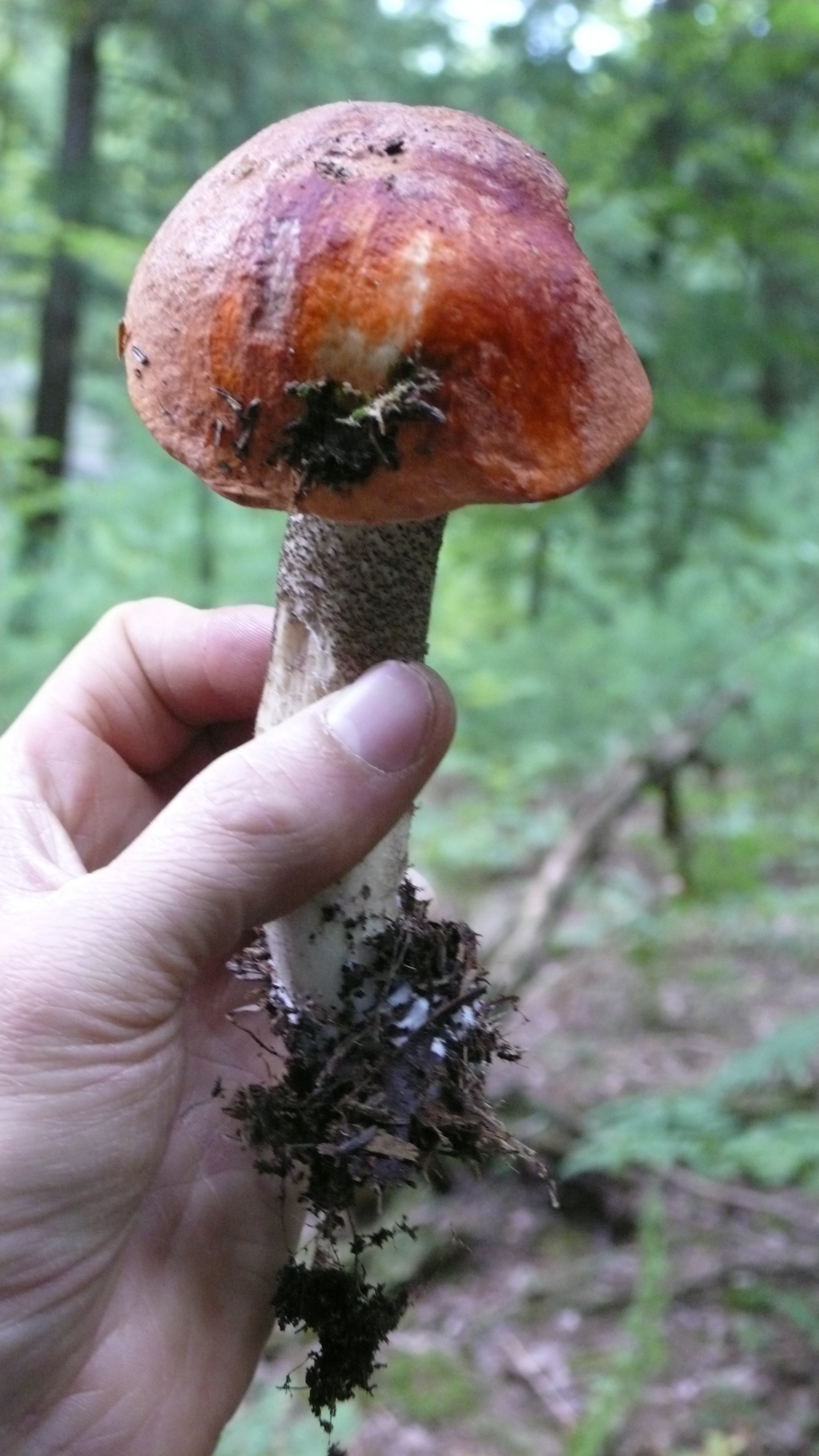